# Fort Szcza-M Twierdzy Warszawa

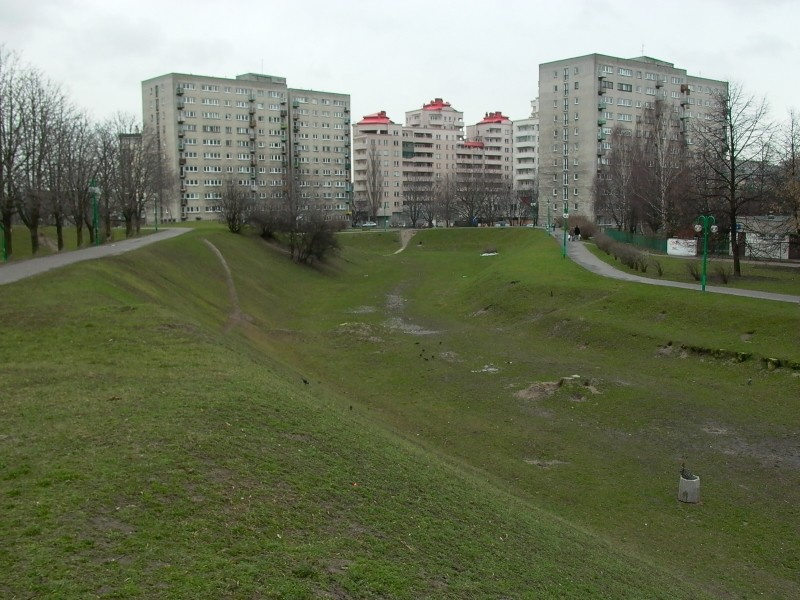
Wał główny fortu i fosa dzieła

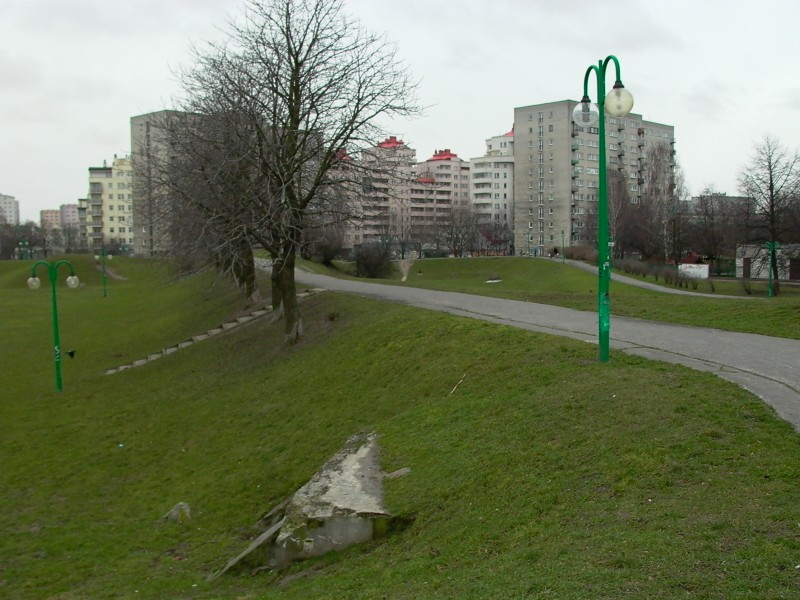
Wał główny fortu, widoczne wejście do jednego ze schronów

Fort Szcza-M (ros. Щ-М), także fort Rakowiec – punkt oporu pierścienia wewnętrznego Twierdzy Warszawa, wzniesiony w latach 90. XIX wieku.

## Opis
Fort jest jednym z sześciu standardowych punktów oporu Imperium Rosyjskiego, jakimi w latach 1889–92 uzupełniono pierścienie Twierdzy Warszawa i jedyny, jaki przetrwał do dziś (pozostałe to: XIA, XIIA, XIVA, M-Cze (М-Ч) oraz W-Szcza (В-Щ)). Projekt zakładał budowę dzieła ziemnego o charakterystycznym narysie – styk czół cofnięto względem styków z barkami. Punkt otaczała szeroka fosa. Pod wałem, na styku barków i czół wzniesiono dwa betonowe schrony amunicyjne.
Po roku 1909, w ramach likwidacji twierdzy, punkt został przeznaczony do kasacji, ale rozkazu z nieznanych powodów nie wykonano. Obecnie bardzo dobrze zachowane dzieło jest częścią parku na osiedlu Rakowiec (pomiędzy ulicami Grzeszczyka i Korotyńskiego) i praktycznie jedynym obiektem fortecznym w Warszawie włączonym w tkankę urbanistyczną miasta – bez szkody dla jego wartości zabytkowej, a z korzyścią dla mieszkańców. Istnieją również odcinki wałów, łączących punkt z sąsiednimi fortami. 